# Lorenzo Baldisseri

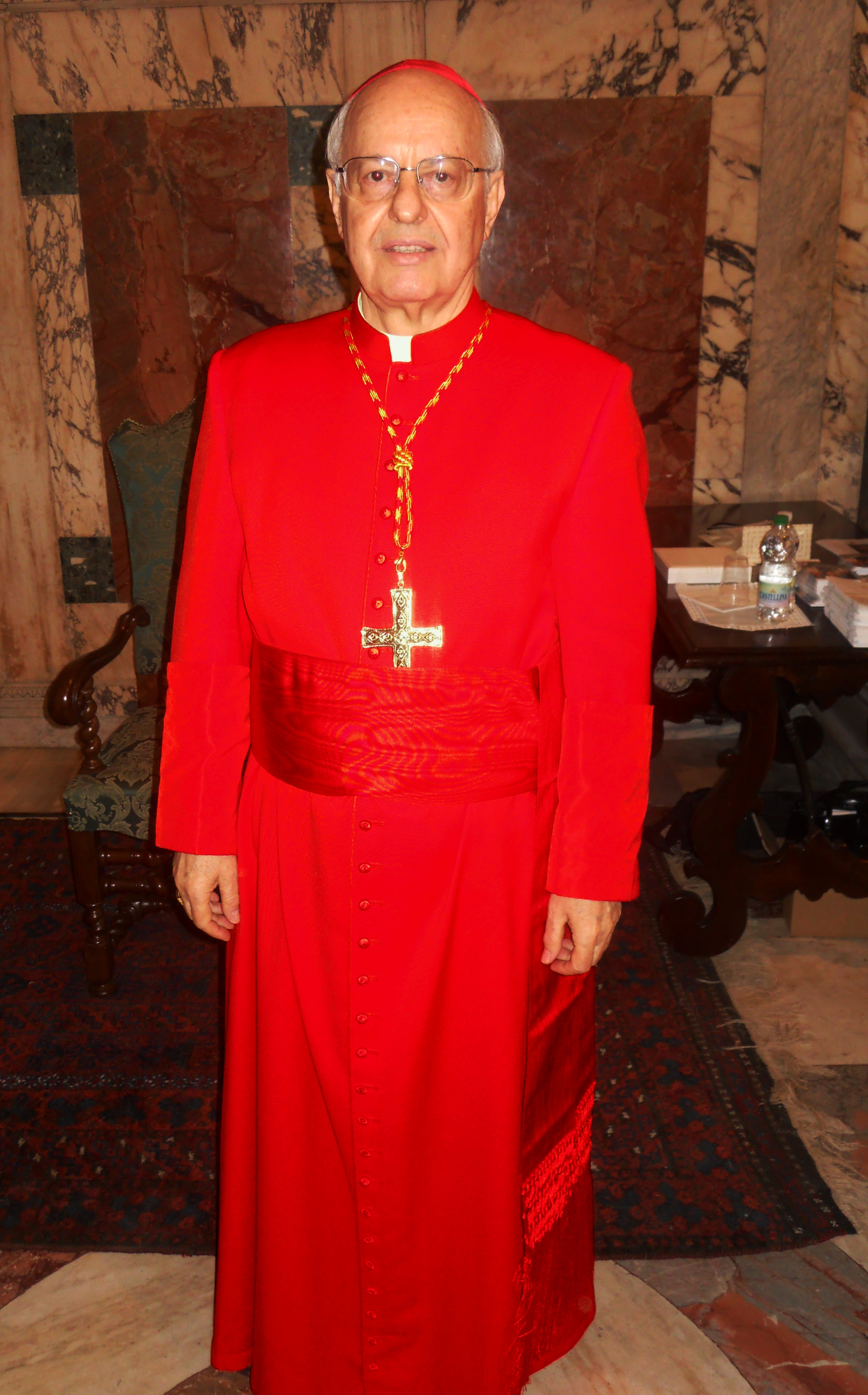
Lorenzo Kardinal Baldisseri (Februar 2014)

Kardinalswappen

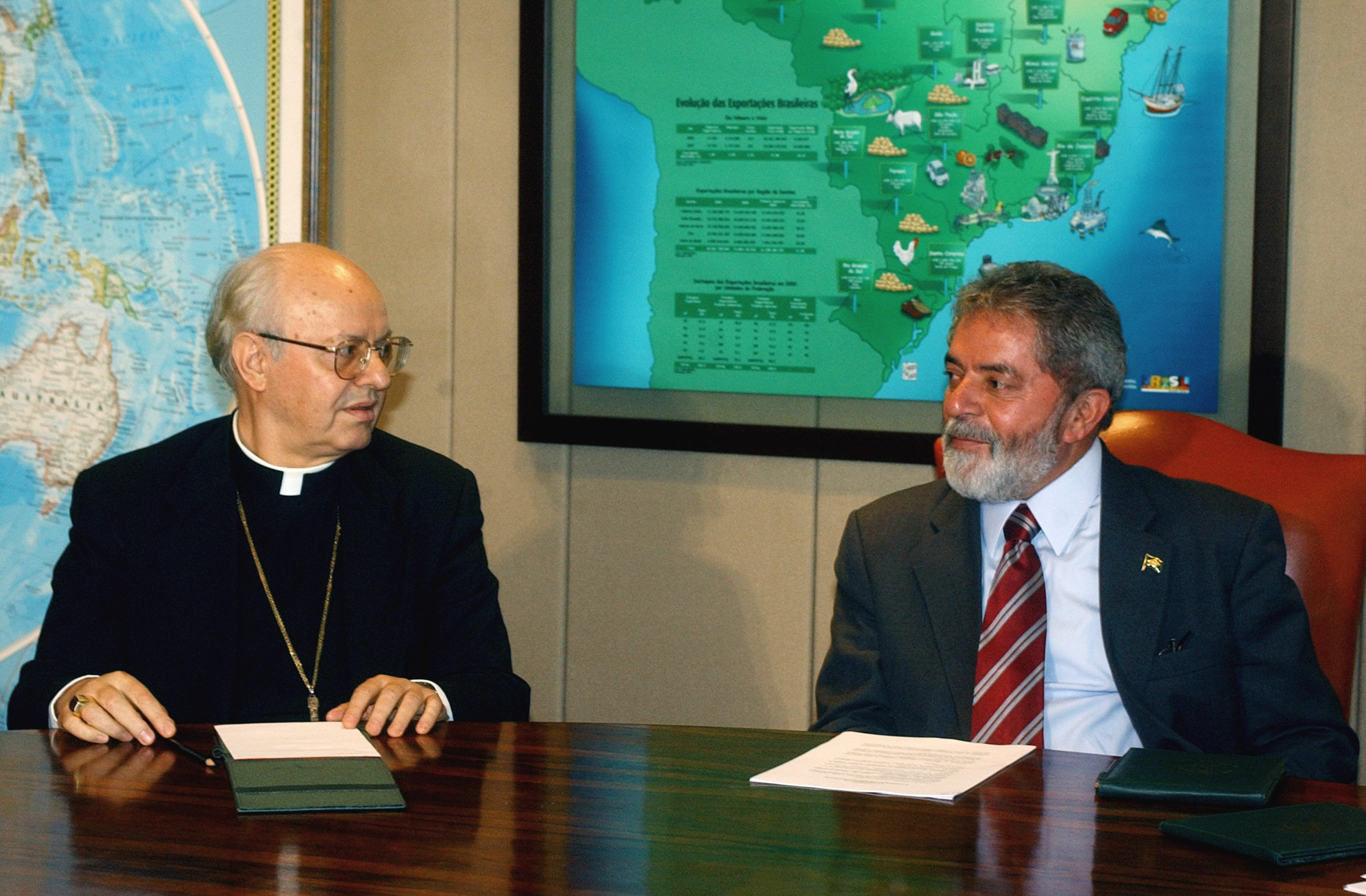
Erzbischof Lorenzo Baldisseri (links) und Luiz Inácio Lula da Silva (rechts, 2006)

Lorenzo Kardinal Baldisseri (* 29. September 1940 in Barga, Provinz Lucca) ist ein italienischer Geistlicher und emeritierter Kurienkardinal der römisch-katholischen Kirche.

## Leben
Lorenzo Baldisseri empfing am 29. Juni 1963 durch den Erzbischof von Pisa, Ugo Camozzo, das Sakrament der Priesterweihe. Er war Student am Päpstlichen Institut für Kirchenmusik und wechselte später die Fachrichtung. Er wurde an der Päpstlichen Lateranuniversität in Rom im Fach Kirchenrecht promoviert.
Am 3. Dezember 1973 trat Lorenzo Baldisseri in den diplomatischen Dienst des Heiligen Stuhls ein. Er war als beigeordneter Sekretär in den Apostolischen Nuntiaturen in El Salvador und Guatemala tätig. 1974 wurde Baldisseri Nuntiatursekretär. Am 13. Dezember 1974 verlieh ihm Papst Paul VI. den Ehrentitel Kaplan Seiner Heiligkeit (Monsignore). 1977 wurde Lorenzo Baldisseri Nuntiatursekretär in Japan. Er wurde 1980 Uditore in der Apostolischen Nuntiatur in Brasilien. Baldisseri wechselte 1981 an die Apostolische Nuntiatur in Paraguay. 1983 wurde er nach Frankreich versetzt. Baldisseri wurde 1986 Nuntiaturrat in Simbabwe. Am 27. Mai 1987 verlieh ihm Papst Johannes Paul II. den Titel Ehrenprälat Seiner Heiligkeit.
Johannes Paul II. ernannte ihn am 15. Januar 1992 zum Titularerzbischof von Diocletiana und zum Apostolischen Nuntius in Haiti. Die Bischofsweihe spendete ihm am 7. März desselben Jahres Kardinalstaatssekretär Angelo Kardinal Sodano; Mitkonsekratoren waren der Sekretär der Kongregation für die Bischöfe, Kurienerzbischof Justin Francis Rigali, und der Erzbischof von Pisa, Alessandro Plotti. Lorenzo Baldisseri wählte sich den Wahlspruch Itinere læte servire Domino. Am 6. April 1995 wurde Baldisseri Apostolischer Nuntius in Paraguay. Johannes Paul II. bestellte ihn am 19. Juni 1999 zum Apostolischen Nuntius in Indien. Lorenzo Baldisseri wurde am 23. Juni 1999 zudem Apostolischer Nuntius in Nepal. Am 12. November 2002 bestellte ihn Johannes Paul II. zum Apostolischen Nuntius in Brasilien.
Papst Benedikt XVI. ernannte ihn am 11. Januar 2012 zum Sekretär der Kongregation für die Bischöfe.
Am 21. September 2013 ernannte ihn Papst Franziskus zum Generalsekretär der Bischofssynode. Im Konsistorium vom 22. Februar 2014 nahm ihn Papst Franziskus als Kardinaldiakon mit der Titeldiakonie Sant’Anselmo all’Aventino in das Kardinalskollegium auf.
Am 15. September 2020 nahm Papst Franziskus das von Lorenzo Kardinal Baldisseri aus Altersgründen vorgebrachte Rücktrittsgesuch an.
Im ordentlichen Konsistorium vom 1. Juli 2024 bestätigte Papst Franziskus seine Option für die Ernennung zum Kardinalpriester unter gleichzeitiger Erhebung seiner Titeldiakonie pro hac vice zur Titelkirche.

## Mitgliedschaften
Kardinal Baldisseri ist Mitglied folgender Gremien der Römischen Kurie:
- Kongregation für die Selig- und Heiligsprechungsprozesse (seit 2014)[10]
- Kongregation für die Evangelisierung der Völker (seit 2014)[11]
- Kongregation für die Bischöfe (seit 2013[12], bestätigt 2014[10])